# Rectoria de Granyena de Segarra
La Rectoria de Granyena de Segarra és una rectoria del municipi de Granyena de Segarra (Segarra) inclosa en l'Inventari del Patrimoni Arquitectònic de Catalunya.

## Descripció
Edifici situat dins del nucli urbà de la vila i aïllat de qualsevol edificació. Recolzada al turó del poble, la casa té planta quadrada, coberta a doble vessant i el paredat presenta un arrebossat. La distribució de la casa presenta planta baixa, primer pis i golfes. Situada a la planta baixa de la seva façana principal, se'ns presenta la porta d'accés d'estructura allindanada, d'estil renaixentista, amb llinda de fusta sobremuntada per un arc de mig punt dovellat per maons. Aquesta estructura d'arc es repeteix a totes les obertures de la façana principal. Al centre del timpà de la porta d'accés hi ha el relleu d'un escut, possiblement dels cavallers hospitalaris i ambdós costats dues flors de lis allargassades, presentades també amb relleu. Damunt d'aquest escut i dins del mateix timpà, hi ha també l'estructura en relleu d'un frontó motllurat i sustentat per dues mènsules estriades. A ambdós cantons de la porta d'accés ens trobem una finestra allargassada i protegida amb un reixat. El primer pis de la façana principal, hi ha tres obertures, un balcó damunt la porta d'accés i una finestra a ambdós costats del mateix i a les golfes una petita finestra sobre l'eix central.

## Història
Antiga residència de l'ordre de l'Hospital a la vila.